# Aspitates opulentaria
Aspitates opulentaria är en fjärilsart som beskrevs av Otto Staudinger 1877. Aspitates opulentaria ingår i släktet Aspitates och familjen mätare. Inga underarter finns listade i Catalogue of Life.